# Лесновское сельское поселение (Тюменская область)
Лесновское сельское поселение — муниципальное образование в Юргинском районе Тюменской области.
Административный центр — село Лесное.

## Состав поселения
В состав сельского поселения входят:
- село Лесное
- деревня Бучиха